# Плимутска колония
Плимутската колония (на английски: Plymouth Colony) е английска колония, съществувала между 1620 и 1699 г. в югоизточната част на съвременния щат Масачузетс. Заедно с Вирджинската колония са първите населени места от англичани на територията на САЩ (оттук и второто ѝ название – Старата колония, на английски: The Old Colony).
Нови Плимът – зародишът на Старата колония и първото голямо населено място в Нова Англия – е основан през ноември 1620 г. от пилигримите, пристигнали с кораба Мейфлауър и заобиколили нос Кейп Код. На борда на кораба е сключено споразумение, основано на идеята за гражданско съгласие, което става юридическа основа за колонията. Тъй като заселниците са дълбоко религиозни, колонията се отличава с пуритански нрави и привързаност към традициите. Пристигат цели семейства, като мнозина са проспериращи търговци или фермери, малко са хората без професия. Животът и управлението на общността са в тясна връзка с религията и местния проповедник, макар че самата църковна сграда е максимално проста – в Плимутската колония тя е на първия етаж на форта, а на втория са разположени оръдията за отбрана.
Някои от традициите им са запазени и до днес в американската култура, например Денят на благодарността, за първи път отбелязан в Нови Плимът през 1621 г., когато заселниците празнували оцеляването си през първата тежка зима от пребиваването си на американска земя.
Освен вътрешните разногласия, основна опасност за колонията представляват индианците. През 1635 – 1636 г. по време на т.нар. пекуотска война (на английски: Pequot War) колонистите изтребват индианците от племето пекуоти. През 1675 – 1676 г. Плимутската колония е арена на кръвопролитната война на крал Филип (на английски: King Philip's War), изиграла ролята на преломен момент в колонизацията.
През 1691 г. Плимутската колония е обединена с колонията от Масачузетския залив (на английски: Massachusetts Bay Colony) и провинция Мейн (на английски: Province of Maine) в колонията Масачузетс Бей, впоследствие разделена на щати Масачузетс и Мейн.